# Andréi Silnov
Andréi Aleksándrovich Silnov (Андре́й Алекса́ндрович Сильно́в) (9 de septiembre de 1984 en Shajti, Óblast de Rostov, Rusia) es un atleta ruso especialista en salto de altura que se proclamó campeón olímpico en los Juegos de Pekín 2008 con una marca de 2.36
Mide 1.98 m. y pesa 83 kg.

## Resultados
| Año  | Competición              | Lugar      | Puesto | Marca     |
| ---- | ------------------------ | ---------- | ------ | --------- |
| 2006 | Campeonato de Europa     | Gotemburgo | 1º     | 2.36 (RC) |
| 2006 | Final Mundial de la IAAF | Stuttgart  | 2º     | 2.33      |
| 2006 | Copa del Mundo           | Atenas     | 2º     | 2.24      |
| 2007 | Campeonato del Mundo     | Osaka      | 11º    | 2.21      |
| 2008 | Juegos Olímpicos         | Pekín      | 1º     | 2.36      |

## Marcas personales
- Al aire libre - 2.38 (Londres,25 de julio de 2008)
- En pista cubierta - 2.37 (Arnstadt, 2 de febrero de 2008)